# Blue & Lonesome
Blue & Lonesome è il ventitreesimo album in studio secondo la discografia inglese, venticinquesimo secondo la discografica statunitense, del gruppo musicale inglese The Rolling Stones, pubblicato il 2 dicembre 2016 dalla Polydor. Contiene cover di vecchi brani blues ed è il loro primo lavoro in studio dai tempi di A Bigger Bang (2005). Alle registrazioni ha partecipato anche il chitarrista Eric Clapton.
È anche l'ultimo album del gruppo inciso con Charlie Watts prima della sua morte, avvenuta nel 2021.

## Tracce
1. Just Your Fool – 2:16 (Buddy Johnson)
2. Commit a Crime – 3:38 (Howlin' Wolf)
3. Blue and Lonesome – 3:07 (Little Walter)
4. All of Your Love – 4:46 (Magic Sam)
5. I Gotta Go – 3:26 (Little Walter)
6. Everybody Knows About My Good Thing – 4:30 (Miles Grayson, Lermon Horton)
7. Ride 'Em On Down – 2:48 (Bukka White/Eddie Taylor)
8. Hate to See You Go – 3:20 (Little Walter)
9. Hoo Doo Blues – 2:36 (Otis Hicks, Jerry West)
10. Little Rain – 3:32 (Ewart G. Abner Jr., Jimmy Reed)
11. Just Like I Treat You – 3:24 (Willie Dixon)
12. I Can't Quit You Baby – 5:13 (Willie Dixon)

## Formazione
The Rolling Stones
- Mick Jagger – voce, armonica
- Keith Richards – chitarra
- Ronnie Wood – chitarra
- Charlie Watts – batteria

Altri musicisti
- Eric Clapton – chitarra (in Everybody Knows About My Good Thing e I Can't Quit You Baby)
- Matt Clifford – tastiera
- Chuck Leavell – tastiera
- Darryl Jones – basso
- Jim Keltner – percussioni (in Hoo Doo Blues)

## Classifiche

### Classifiche settimanali
| Classifica (2016)          | Posizione massima |
| -------------------------- | ----------------- |
| Australia                  | 1                 |
| Austria                    | 1                 |
| Belgio (Fiandre)           | 1                 |
| Belgio (Vallonia)          | 1                 |
| Canada                     | 2                 |
| Danimarca                  | 2                 |
| Finlandia                  | 5                 |
| Francia                    | 2                 |
| Germania                   | 1                 |
| Giappone                   | 3                 |
| Italia                     | 4                 |
| Norvegia                   | 1                 |
| Nuova Zelanda              | 2                 |
| Paesi Bassi                | 1                 |
| Polonia                    | 3                 |
| Portogallo                 | 2                 |
| Regno Unito                | 1                 |
| Regno Unito (jazz & blues) | 1                 |
| Repubblica Ceca            | 1                 |
| Scozia                     | 1                 |
| Spagna                     | 4                 |
| Stati Uniti                | 4                 |
| Stati Uniti (blues)        | 1                 |
| Stati Uniti (rock)         | 1                 |
| Svezia                     | 1                 |
| Svizzera                   | 1                 |

### Classifiche di fine anno
| Classifica (2017) | Posizione |
| ----------------- | --------- |
| Croazia           | 2         |